# 2016年夏季奥林匹克运动会中国射箭队
参加2016年夏季奥林匹克运动会的中国射箭队共计20人，其中运动员6人，官员与工作人员6人，领队郎维。本屆奧運中國派出的6名運動員參與射箭的全部4個小項。 

## 人员构成
- 运动员：
  - 男子：
  - 女子：

- 官员：
  - 领队：郎维
  - 教练员：田渝陵、练国富、郭梅珍
  - 医生：刘宝富，管理：孟繁爱